# Sandra Germain
Sandra Germain (Halle, RDA, 4 de julio de 1980) es una deportista alemana que compitió en bobsleigh. Ganó una medalla de oro en el Campeonato Europeo de Bobsleigh de 2004, en la prueba doble.

## Palmarés internacional
| Campeonato Europeo | Campeonato Europeo   | Campeonato Europeo | Campeonato Europeo |
| Año                | Lugar                | Medalla            | Prueba             |
| ------------------ | -------------------- | ------------------ | ------------------ |
| 2004               | Sankt Moritz (Suiza) | Medalla de oro     | Doble              |